# Heteromyias cinereifrons
La petroica cabecigrís (Heteromyias cinereifrons) es una especie de ave paseriforme de la familia Petroicidae endémica del noreste de Queensland, Australia.